# Copa Alagoas de Futebol de 2023
A Copa Alagoas de 2023 foi a 9ª edição do torneio que garantiu ao campeão uma vaga na Série D do Campeonato Brasileiro de 2024. Além disso, aconteceu a disputa de uma vaga para a Copa do Brasil de 2024 contra a equipe que se classificou como terceira colocado do Campeonato Alagoano 2023.

## Regulamento
Na primeira fase, os clubes se enfrentam em jogos de ida, totalizando sete partidas, com os quatro melhores colocados de cada chave avançando para as quartas de final. Ainda sobre a fase de grupos, os integrantes do Grupo A enfrentam os adversários do Grupo B.
O Grupo A ficou definido com CRB, Murici, CSE, Cruzeiro de Arapiraca, Zumbi e Miguelense. O Grupo B recebe ASA, CSA, Desportivo Aliança, Coruripe, FF Sport Nova Cruz, CEO e Dínamo.
Todo o mata-mata (quartas de final, semifinal e final) será disputado em jogo único, com o mando de campo para o time de melhor campanha somadas todas as fases da competição.
O campeão da Copa Alagoas de 2023 obtém uma vaga no Campeonato Brasileiro da Série D de 2024, além de disputar uma vaga na Copa do Brasil de 2024 em confronto com o terceiro colocado do Alagoano 2023.

### Critérios de desempate
Os critérios de desempate foram aplicados na seguinte ordem:
1. Maior número de vitórias;
2. Melhor saldo de gols;
3. Maior número de gols marcados;
4. Confronto direto, somente na hipótese de ocorrer entre dois Clubes, sem levar em consideração o gol qualificado fora de casa;
5. Menor número de cartões vermelhos recebidos;
6. Menor número de cartões amarelos recebidos;
7. Sorteio

## Equipes participantes
- A FAF excluiu o Jacyobá da competição.[3]

## Primeira Fase

### Grupo B
|  |                                        |
|  | Classificado para às Quartas de Finais |
|  | Eliminados na Primeira Fase            |

## Fase Final
Em itálico, o clube de melhor campanha no confronto. Em negrito, os classificados.
|  | Quartas de final      | Quartas de final      |             |       | Semifinais | Semifinais |  |  | Final | Final |
|  |                       |                       |             |       |            |            |  |  |       |       |
|  | 23 de março           |                       |             |       |            |            |  |  |       |       |
|  |                       |                       |             |       |            |            |  |  |       |       |
|  | ASA                   | 4                     |             |       |            |            |  |  |       |       |
|  | ASA                   | 4                     | 26 de março |       |            |            |  |  |       |       |
|  | CEO                   | 0                     |             |       |            |            |  |  |       |       |
|  | CEO                   | 0                     | ASA         | 1 (4) |            |            |  |  |       |       |
|  | 23 de março           |                       | ASA         | 1 (4) |            |            |  |  |       |       |
|  |                       | CSA                   | 1 (1)       |       |            |            |  |  |       |       |
|  | Coruripe              | CSA                   | 1 (1)       | 1 (4) |            |            |  |  |       |       |
|  | Coruripe              |                       | 29 de março | 1 (4) |            |            |  |  |       |       |
|  | CSA                   | 1 (5)                 |             |       |            |            |  |  |       |       |
|  | CSA                   | 1 (5)                 | ASA         | 1 (4) |            |            |  |  |       |       |
|  | 22 de março           |                       | ASA         | 1 (4) |            |            |  |  |       |       |
|  |                       | CSE                   | 1 (5)       |       |            |            |  |  |       |       |
|  | CSE                   | CSE                   | 1 (5)       | 1     |            |            |  |  |       |       |
|  | CSE                   | 25 de março           |             | 1     |            |            |  |  |       |       |
|  | Murici                | 0                     |             |       |            |            |  |  |       |       |
|  | Murici                | 0                     | CSE         | 1     |            |            |  |  |       |       |
|  | 22 de março           |                       | CSE         | 1     |            |            |  |  |       |       |
|  |                       | Cruzeiro de Arapiraca | 0           |       |            |            |  |  |       |       |
|  | Zumbi                 | Cruzeiro de Arapiraca | 0           | 1     |            |            |  |  |       |       |
|  | Zumbi                 |                       |             | 1     |            |            |  |  |       |       |
|  | Cruzeiro de Arapiraca | 3                     |             |       |            |            |  |  |       |       |
|  | Cruzeiro de Arapiraca | 3                     |             |       |            |            |  |  |       |       |

## Premiação
| Copa Alagoas 2023       |
| ----------------------- |
| CSE Campeão (1° título) |